# Joaquín Soriano
Joaquín Ángel Soriano Villanueva (Corbón del Sil, 5 de enero de 1941 - 26 de julio de 2025) fue un pianista español de música clásica. 
Joaquín Soriano fue un relevante músico especializado en piano que desarrolló una importante labor difundiendo la música española por el mundo. Fue catedrático de Piano en el Real Conservatorio Superior de Música de Madrid y ostentó diferentes galardones y reconocimientos entre los que se encuentran la Medalla de Oro de las Artes, la Orden Francesa de las Artes y las Letras, la Medalla de la Ciudad de París y la Orden Oficial del Mérito de la República de Lituania. Perteneció a la Academia de Bellas Artes de San Fernando y del Instituto de España. Por su labor difusora de la música española fue elegido candidato al premio Príncipe de Asturias en su 31.ª edición (2011).

## Biografía
Joaquín Soriano Villanueva nació en enero del año 1941 en la localidad leonesa de Corbón del Sil en Castilla y León, España. 
Comenzó sus estudios de música con el profesor Magenti en Valencia. Se trasladó a París (Francia) para ingresar en el Conservatorio Nacional de esa ciudad donde tuvo de profesores a Vlado Perlemuter y Heuclin. Más tarde fue a Viena (Austria) donde tuvo como profesor a Alfred Brendel.
Comienza a ser conocido internacionalmente cuando gana varios concurso internacionales de renombre como los italianos de Viotti (1965) y Casella el español de Jaén (el de Viotti y Jaén con el primer premio y el de Casella  con el segundo premio).
Ha participado en orquestas como la Filarmónica de Israel, Orquesta Nacional de España, RAI de Italia, ORTF de Francia, Gürzenich de Alemania, Orquesta Sinfónica de Londres, English Chamber Orchestra, Royal Philharmonic, Hallé de Mánchester, Camerata Laussana, Camerata de Varsovia y New York Chamber, Méjico, Dallas, Colón de Buenos Aires, etc y tocado en importantes sales de conciertos y festivales (Granada, Santander, Menton, Annecy, Montpellier, Saintes, Kavala, San Petersburgo, Brisbane, etc).
En 1978 funda el trío "Madrid" junto P. León (violín) y P. Corostola (chelo). Dos años después entraría en el Real Conservatorio Superior de Música de Madrid como profesor catedrático de  Piano.
En noviembre de 1988 ingresa en la Real Academia de Bellas Artes de San Fernando, el título de su discurso de ingreso fue Chopin en España. Un invierno en Mallorca.
En el año 2005 comienza su colaboración con Eutherpe siendo nombrado vicepresidente de la misma en 2009. Tiene la responsabilidad de la dirección artística en el Concurso Internacional de Piano José Iturbi, de Valencia (España).
En abril de 2011 la Academia Imola de Italia lo presenta para el premio Príncipe de Asturias en su 31.ª edición por su labor difusora de la música española en el mundo.